# Куандарія
Куанда́рія (каз. Қуаңдария) — село у складі Кармакшинського району Кизилординської області Казахстану. Адміністративний центр Куандар'їнського сільського округу.
У радянські часи село називалось Шалгаскаат.
Населення — 719 осіб (2021; 926 у 2009, 1166 у 1999, 1446 у 1989).